# Jan Klíma
Jan Klíma (* 5. November 1938 in Prag) ist ein tschechischer theoretischer Physiker, Schriftsteller und Übersetzer.

## Leben
Er studierte theoretische Physik an der Prager Karlsuniversität, wo er auch als Wissenschaftler tätig ist. 1970 promovierte er. Er verfasste mehrere Romane, wovon zwei auch auf Deutsch erschienen sind. Es handelt sich dabei um die Kriminalromane „Der Tod liebt die Poesie“ (Smrt má ráda poezii, 1966) und „Der Fall des verlorenen Hundes“ (Případ půjčeného psa, 1981).
Sein erster Roman erhielt viel Beachtung und wurde in der BRD vom Goldmann Verlag mit dem Slogan „Der erste tschechische Kriminalroman von Weltformat“ beworben. Der Held beider Kriminalromane ist der ungeschickte, weltfremde und linkische Mathematiker Nedbal, der wie der Autor am Prager mathematisch-physikalischen Institut arbeitet und deduktiv zwei spannend konstruierte Mordfälle aufklärt. Unterstützt wird er dabei jeweils von seinem Freund, dem Journalisten Pavliček, der mit ihm gemeinsam ein Semester an der Universität studiert hat.
Im deutschsprachigen Raum erschien Klímas erster Kriminalroman im Aufbau-Verlag in der DDR unter dem Titel „Der Tod liebt die Poesie“ (1969, Taschenbuch Nr. 204) und in der BRD im Goldmann-Verlag als „Der Tod liebt Poesie“ (1970). Da das Tschechische eine artikellose Sprache ist, sind beide Übersetzungen des Titels zulässig.
Der Fall des verlorenen Hundes, der wörtlich übersetzt „Der Fall des geliehenen Hundes“ heißen müsste, erschien 1984 im Aufbau-Verlag, als bb-Taschenbuch Nr. 522.